# Pestalotiopsis palmarum
Pestalotiopsis palmarum är en svampart som först beskrevs av Mordecai Cubitt Cooke, och fick sitt nu gällande namn av Steyaert 1949. Pestalotiopsis palmarum ingår i släktet Pestalotiopsis och familjen Amphisphaeriaceae.   Inga underarter finns listade i Catalogue of Life.